# 产甲基脂栖火山单胞菌
产甲基脂栖火山单胞菌（学名：Pyrinomonas methylaliphatogenes）是一种革兰氏阴性、非运动性、嗜热且中度嗜酸性的杆状细菌。它首次于汤加里罗火山群瑙鲁霍伊火山的火山口被发现，并在2014年正式被描述。

## 词源
种加词“methylaliphatogenes”源自新拉丁语词“methylum”（甲基）以及希腊语词“alipharatos”（油、脂肪）和希腊语后缀“-genes”（生产），表示该种生产甲基和异甲基支链脂肪以及甘油醚脂质的能力。

## 发现
该菌最早于新西兰北岛汤加里罗火山群瑙鲁霍伊火山（活复式火山）的火山口边缘地热土壤中被分离。采样区域环境温度为68°C，pH值为6.9，地表无植被覆盖，仅少量苔藓依靠凝结的蒸汽提供水分。分离过程中，研究人员采用稀释50%的R2A琼脂进行富集培养，并将培养基的pH调整至6.9，以模拟原始土壤环境的酸碱度。最终，该菌于2014年被正式描述并命名。

## 描述
该菌的细胞长约1至4µm，宽约0.3至0.6µm，呈杆状。它是一种非运动性的革兰氏阴性细菌，不形成孢子，通过二分裂繁殖。该菌是嗜热且中度嗜酸性细菌，其生长温度范围为50至69°C，最适生长温度为65°C；pH适应范围为4.1至7.8，最佳pH值为6.5。此外，该菌可耐受最高1%的氯化钠浓度。
该菌为专性有氧、氧化化学异营菌，未观察到厌氧和光合生长现象。有无二氧化碳均不影响其生长，并可利用多种氮源，包括硝酸盐、铵、尿素、酵母提取物和酪蛋白氨基酸。该菌过氧化氢酶和氧化酶均呈阳性。菌株的DNA G+C含量为59.6mol%。
在固体培养基上，该菌可形成圆形、凸起且边缘完整的菌落，颜色呈白色或半透明。

## 耐药性
该菌对新霉素、卡那霉素、氯霉素、多粘菌素B、链霉素、四环素、万古霉素、利福平、红霉素和氨苄西林敏感，但对莫能菌素、甲氧苄啶或拉沙里菌素A不敏感。